# Layés
Layés ist ein spanischer Ort in der Provinz Huesca der Autonomen Gemeinschaft Aragonien. Layés, im Pyrenäenvorland liegend, gehört zur Gemeinde Sabiñánigo. Der Ort hat seit Jahren keine Einwohner mehr.
Der Ort liegt etwa 15 Straßenkilometer südlich von Sabiñánigo, er ist über die N330  zu erreichen.

## Geschichte
Der Ort wurde im 13. Jahrhundert erstmals urkundlich erwähnt.